# ألبيرت كروسات
ألبيرت كروسات دومينيك (بالإسبانية: Albert Crusat Domènech) (مواليد 13 مايو 1982 في برشلونة - إسبانيا) لاعب كرة قدم إسباني يلعب حاليا لصالح نادي الدرجة الممتازة ويجان أتلتيك الإنجليزي منذ 2011 في مركز الجناح الأيسر كما يجيد اللعب في مركز الوسط المهاجم .

## روابط خارجية
- ألبيرت كروسات على موقع الاتحاد الدولي (مؤرشف)  (الإنجليزية)
- ألبيرت كروسات على موقع قاعدة بيانات كرة القدم.إي يو (الإنجليزية)
- ألبيرت كروسات على موقع Soccerbase.com (لاعب) (الإنجليزية)
- ألبيرت كروسات على موقع Soccerway.com (الإنجليزية)
- ألبيرت كروسات على موقع عالم كرة القدم.نت (الإنجليزية)
- ألبيرت كروسات على موقع كووورة